# 久保田沙耶
久保田 沙耶（くぼた さや、1987年 - ）は、日本の現代美術家。茨城県生まれ。
茗溪学園中学校・高等学校卒業。筑波大学芸術専門学群卒業。東京芸術大学大学院美術研究科博士後期課程美術専攻油画研究領域修了。 個展「material witness」（大和日英基金）、プロジェクト「漂流郵便局」（瀬戸内国際芸術祭2013）などで知られる。